# Biostabil (tandheelkunde)
De Biostabil® is een productlijn van kunststof kiezen voor gebitsprotheses. De producent is de firma Dentsply International, leverancier voor tandartsen, prothetici en tandtechnici. De merknaam is ook in handen van desbetreffende firma. 
Onterecht wordt deze merknaam verward met de Biostabil 2000, een simpele hanger met een draaimechanisme en magneet van Bruno Santanera. 